# Skuggbrunlöpare
Skuggbrunlöpare (Trechus rubens) är en skalbaggsart som beskrevs av Fabricius. Skuggbrunlöpare ingår i släktet Trechus och familjen jordlöpare. Arten är reproducerande i Sverige. Inga underarter finns listade i Catalogue of Life.